# Unterseeboot 73 (1915)
Pour les articles homonymes, voir Unterseeboot 73.
Le sous-marin allemand Unterseeboot 73 (Seiner Majestät Unterseeboot 73 ou SM U-73) a été construit par la Kaiserliche Werft Danzig, et  lancé le 16 juin 1915. Il a servi pendant la Première Guerre mondiale sous pavillon de la Kaiserliche Marine.

## Engagements
Le U 73 a été lancé le 16 juin 1915 à la Kaiserliche Werft de Dantzig et a été mis en service le 9 octobre 1915. Sa mission principale est le mouillage de mines. Le sous-marin est affecté à la flottille sous-marine de Pula, basée dans le port austro-hongrois du même nom. Le transfert en Mer Méditerranée a lieu en avril 1916.
Le U 73 effectue neufs sorties au cours de la Première Guerre mondiale, essentiellement dans la Méditerranée orientale, coulant 15 navires civils (environ 80 691 tonnes) et trois navires militaires ennemis (environ 28 350 tonnes). La proie la plus célèbre du U 73 est le navire-hôpital Britannic, coulé par une mine le 21 novembre 1916.
Au total le U 73 est, derrière les U 9 et U 21, le sous-marin avec le troisième plus important palmarès dans la marine impériale allemande lors de la grande guerre.
Le 30 octobre 1918 le sous-marin est sabordé au large de Pula par son équipage.